# مریل استریپ
مری لوئیز «مریل» استریپ (انگلیسی: Mary Louise Streep؛ زادهٔ ۲۲ ژوئن ۱۹۴۹) بازیگر آمریکایی است. او را غالباً «بهترین بازیگر زن نسل خود» توصیف کرده‌اند و اساساً بابت تنوع در نقش‌ها و لهجه‌هایش مشهور است. او در طول چهار دهه فعالیت افتخارات گوناگونی شامل رکورد ۲۱ بار نامزدی در مراسم اسکار (برندهٔ سه جایزه) و رکورد ۳۲ بار نامزدی در جوایز گلدن گلوب (برندهٔ هشت جایزه) کسب کرده‌است.
استریپ در سال ۱۹۷۶ با نمایش‌های ۲۷ واگن پر از پنبه و خاطره دو دوشنبه به روی صحنه رفت و برایش نامزد دریافت یک جایزهٔ تونی شد. فعالیت سینمایی او در سال ۱۹۷۷ با فیلم جولیا آغاز شد. استریپ در سال ۱۹۷۸ برای ایفای نقش اصلی در مینی‌سریال هولوکاست برنده جایزهٔ امی ساعات پربیننده شد و همچنین برای ایفای نقش در شکارچی گوزن نامزد دریافت جایزهٔ اسکار شد. او برای بازی در نقش همسری مشکل‌دار در فیلم کریمر علیه کریمر (۱۹۷۹) جایزه اسکار بهترین بازیگر نقش مکمل زن را دریافت کرد و در دههٔ ۱۹۸۰ به عنوان بازیگری برجسته شناخته شد. او برای بازی در نقش یک بازمانده از هولوکاست در فیلم انتخاب سوفی (۱۹۸۲) جایزهٔ اسکار بهترین بازیگر زن را دریافت کرد و پرسودترین فیلم او در آن دوره خارج از آفریقا (۱۹۸۵) بود. او در اواخر دههٔ ۱۹۸۰ و ۱۹۹۰ برای آثارش مورد توجه منتقدان قرار گرفت و جوایزی نیز کسب کرد، اما فیلم‌ها با عملکرد تجاری ضعیفی همراه بودند. فیلم کمدی مرگ درخور اوست (۱۹۹۲) و درام پل‌های مدیسون کانتی (۱۹۹۵) در آن دوره با فروش نسبتاً بالایی مواجه شدند.
استریپ در طول دههٔ ۲۰۰۰ و ۲۰۱۰ با ایفای نقش در فیلم‌های اقتباس (۲۰۰۲)، ساعت‌ها (۲۰۰۲)، شیطان پرادا می‌پوشد (۲۰۰۶)، تردید (۲۰۰۸)، ماما میا! (۲۰۰۸)، جولی و جولیا (۲۰۰۹)، پیچیده‌است (۲۰۰۹)، به‌سوی جنگل (۲۰۱۴)، پست (۲۰۱۷) و زنان کوچک (۲۰۱۹) بار دیگر به بازیگری برجسته بدل شد. او سومین جایزهٔ اسکار خود را برای بازی در نقش مارگارت تاچر، نخست‌وزیر بریتانیا در فیلم بانوی آهنی (۲۰۱۱) دریافت کرد. نقش‌های تئاتری او شامل احیای نمایش مرغ دریایی در پابلیک تییتر در سال ۲۰۰۱ است. او در سال ۲۰۰۳ در مینی‌سریال فرشتگان در آمریکا (۲۰۰۳) برای شبکهٔ اچ‌بی‌او ایفای نقش کرد که برای آن جایزه امی دیگری دریافت کرد. او در سال ۲۰۱۹ در مجموعهٔ درام دروغ‌های کوچک بزرگ ایفای نقش کرد.
استریپ جوایز افتخاری بسیاری کسب کرده‌است. او جوایز یک عمر دستاورد هنری بنیاد فیلم آمریکا در سال ۲۰۰۴، گالا تریبل از انجمن فیلم مرکز لینکلن در سال ۲۰۰۸، و جایزه مرکز کندی در سال ۲۰۱۱ به‌پاس کمک به فرهنگ آمریکایی از طریق هنرهای نمایشی را دریافت کرده‌است. باراک اوباما، رئیس‌جمهور وقت ایالات متحده در سال ۲۰۱۰ نشان ملی هنر و در سال ۲۰۱۴ نشان افتخار آزادی رئیس‌جمهوری را به او اعطا کرد. استریپ در سال ۲۰۰۳ از سوی دولت فرانسه به مقام فرمانده درجه هنر و ادبیات منصوب شد. او در سال ۲۰۱۷ جایزهٔ گلدن گلوب سیسیل بی دمیل را کسب کرد.

## زندگی شخصی

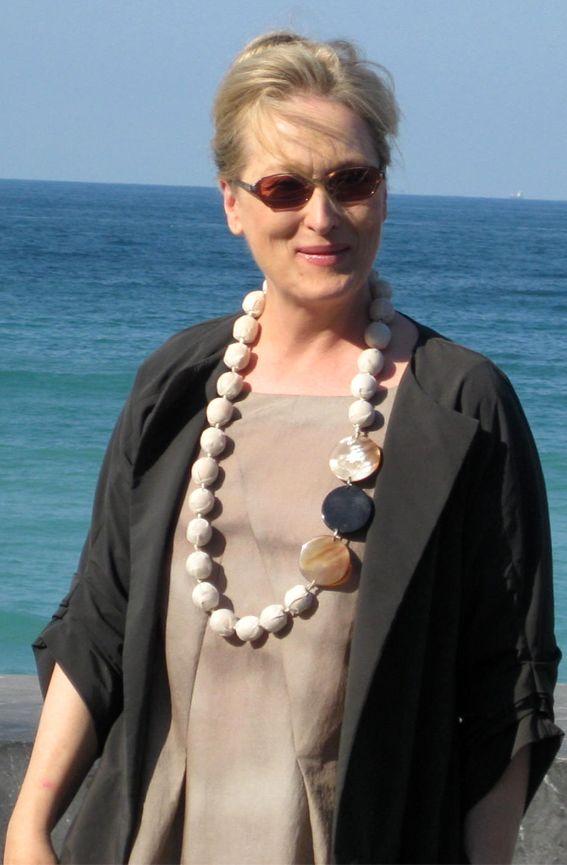
مریل استریپ در جشنواره بین‌المللی فیلم سن سباستین ۲۰۰۸

نویسنده‌ای می‌گوید استریپ با وجود ستاره‌بودن، توانسته برای چندین دهه زندگی شخصی نسبتاً عادی خود را حفظ کند. استریپ سه سال با جان کازال زندگی می‌کرد. کازال در مارس ۱۹۷۸ بر اثر سرطان ریه درگذشت. استریپ در این باره می‌گوید «من آن موضوع را فراموش نکردم. من نمی‌خواهم آن را فراموش کنم. مهم نیست که چه کاری انجام می‌دهید، درد همیشه در فرورفتگی ذهن شما وجود دارد و بر هر چیزی که پس از آن اتفاق می‌افتد تأثیر می‌گذارد. فکر می‌کنم می‌توانی درد را جذب کنی و بدون وسواس به آن ادامه بدهی.» او شش ماه پس از مرگ کازال با مجسمه‌سازی به‌نام دون گامر ازدواج کرد. آن‌ها چهار فرزند دارند: یک پسر و سه دختر؛ پسرش هنری ولف گامر (زاده ۱۹۷۹) موسیقی‌دان است. دخترانش مری ویلا «مامی» گامر (زاده ۱۹۸۳)، بازیگر. گریس جین گامر (زاده ۱۹۸۶)، بازیگر و لوئیزا جاکوبسون گامر (زاده ۱۹۹۱) یک مدل است. در فوریه ۲۰۱۹، استریپ برای اولین بار از طریق دختر بزرگش مامی، مادربزرگ شد.
استریپ مادرخوانده بیلی لورد، دختر دوست صمیمی‌اش کری فیشر است. فیشر فیلم‌نامهٔ کارت‌پستال‌هایی از لبه پرتگاه در سال ۱۹۹۰ را بر پایهٔ کتاب خودش نوشت. هنگامی که از استریپ پرسیده شد که آیا دین در زندگی او در سال ۲۰۰۹ نقشی ایفا می‌کند، پاسخ داد: «من از هیچ مکتبی پیروی نمی‌کنم. من به کلیسا، معبد، کنیسه یا آشرامی تعلق ندارم.»

## کتابشناسی
- Longworth, Karina (2013). Meryl Streep: Anatomy of an Actor. Phaidon Press. ISBN 978-0-7148-6669-7.